# Sauvagesia nitida
Sauvagesia nitida là một loài thực vật có hoa trong họ Ochnaceae. Loài này được Zappi & E.Lucas mô tả khoa học đầu tiên năm 2002.